# Acianthera hygrophila
Acianthera hygrophila  es una especie de orquídea epifita. 
Se encuentra en zonas sombrías y húmedas de la selva en la Mata Atlántica del sudeste de Brasil como una orquídea que prefiere el clima cálido al fresco y tiene hábitos de epífita. Florece en el otoño.

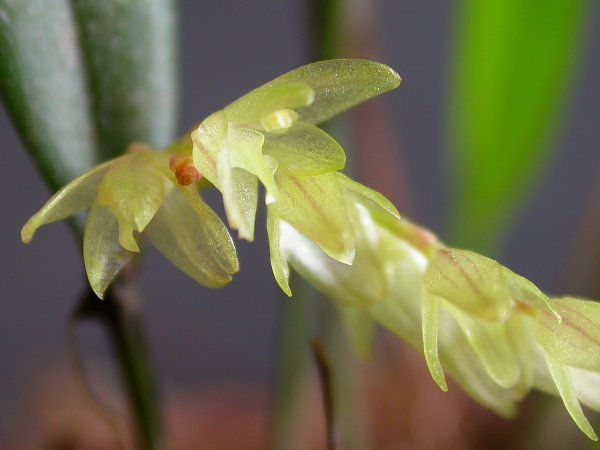
Inflorescencia

## Taxonomía
Acianthera hygrophila fue descrita por (Barb.Rodr.) Pridgeon & M.W.Chase   y publicado en Lindleyana 16(4): 244. 2001.
Etimología
Acianthera: nombre genérico que es una referencia a la posición de las anteras de algunas de sus especies.
hygrophila: epíteto
Sinonimia
- Acianthera barbacenensis (Barb.Rodr.) Pridgeon & M.W.Chase
- Arthrosia barbacenensis (Barb.Rodr.) Luer
- Arthrosia hygrophila (Barb.Rodr.) Luer
- Pleurothallis albiflora Barb.Rodr.
- Pleurothallis barbacenensis Barb.Rodr.
- Pleurothallis barbacenensis var. albiflora (Barb.Rodr.) Pabst
- Pleurothallis barbacenensis var. angustifolia (Pabst) Pabst
- Pleurothallis hygrophila Barb.Rodr. basónimo
- Pleurothallis hygrophila var. elongata Hauman
- Pleurothallis hygrophila var. longicaulis Dutra ex Pabst
- Pleurothallis platysemos var. angustifolia Pabst
- Specklinia barbacenensis (Barb.Rodr.) Luer
- Specklinia hygrophila (Barb.Rodr.) F.Barros
- Specklinia hygrophila (Barb. Rodr.) Luer
- Stelis hygrophila (Barb.Rodr.) Pridgeon & M.W.Chase[4][5]